# Štěpán Filípek
Štěpán Filípek (* 15. května 1981 Brno) je český violoncellista a hudební skladatel.
Pražskou konzervatoř absolvoval ve třídě Františka Pišingera. V roce 2007 vystudoval hru na violoncello na Hudební fakultě Janáčkovy akademie múzických umění v Brně u Miroslava Zichy. Na téže fakultě posléze pokračoval v doktorském studijním programu Interpretace a teorie interpretace u Jozefa Podhoranského (violoncello) a Jindřišky Bártové (teorie), jehož studium dokončil v roce 2011. Později vystudoval též kompozici u Radomíra Ištvana na Konzervatoři Brno.
V současnosti se Filípek zaměřuje na sólové a komorní projekty. Mnoho skladatelů mu dedikovalo své práce (např. Jana Vörošová, František Emmert, Radomír Ištvan, David Carpenter, Barry Wan aj.).
Jako autor navazuje na východiska skladatelů brněnské kompoziční školy, čerpá především z teoretických systémů Miloslava Ištvana a Ctirada Kohoutka a z některých kompozičních východisek Františka Emmerta, Radomíra Ištvana a Jana Nováka.
Hraje na violoncello pojmenované „Imperio“ z dílny brněnského houslaře Jana Husa Bursíka z roku 2006.

## Nahrávky
- Barber-Janáček-Gill-Ištvan: works for cello and piano; Štěpán Filípek/Katelyn Bouska; Radioservis; CR0962-2; 2018
- František Emmert: works for cello and piano; Štěpán Filípek/Ondrej Olos; radioteka.cz (elektronické album); 2018
- Brno inspirations (Jan Novák, Radoslav Zapletal, Ctirad Kohoutek, Radomír Ištvan, Leoš Faltus); Štěpán Filípek/Kateřina Jandová; radioteka.cz (elektronické album); 2019

## Seznam skladeb
- Minuta a půl za mou lásku pro klarinet, lesní roh a tympány, 2010
- Sen o Gabrielovi pro klavír, 2011
- Poslední zápas pro smyčcové kvarteto, 2012
- Jarní procitnutí pro hoboj, 2013
- Chlapec a lev pro smyčce, hoboj, lesní roh a perkuse, 2013
- 3 písně pro soprán, hoboj a cimbál, 2015
- Ve stínu kvetoucích modřínů pro flétnu a violoncello, 2017
- Flows of relativity pro perkuse, 2019

(partitury jsou uloženy v knihovně JAMU)